# Sikago tajagi
Sikago tajagi, także jako Chicago Typewriter (kor. 시카고 타자기, MOCT: Sikago tajagi) – 16-odcinkowy serial koreański nadawany przez południowokoreańską stację tvN w każdy piątek i sobotę od 7 kwietnia 2017 roku. Główne role odgrywają w nim Yoo Ah-in, Im Soo-jung oraz Go Kyung-pyo.
W związku z długim weekendem majowym premiera odcinków 9. i 10. została przesunięta o tydzień.

## Fabuła
Trójka przyjaciół żyjąca w czasach japońskiej okupacji Korei w latach 30' XX wieku, reinkarnuje się w czasach współczesnych – jako światowej sławy pisarz przeżywający kryzys twórczy, fan pisarza oraz ghostwriter.

## Obsada

### Główne postaci
- Yoo Ah-in jako Han Se-joo / Seo Hwi-young, sławny pisarz przeżywający kryzys twórczy. Ma status celebryty, choć jest bardzo skryty i nie ufa ludziom.
  - Choi Ming-young jako nastoletni Se-joo
- Im Soo-jung jako Jeon Seol / Ryu Soo-hyun, weterynarz, która trenowała strzelectwo; fanka Han Se-joo.
  - Choi Myung-bin jako mała Seol
- Go Kyung-pyo jako Yoo Jin-oh / Shin Yool, ghostwriter lubiący jazz i antyki.

### Drugoplanowa
- Kwak Si-yang jako Baek Tae-min, pisarz; jego ojciec przygarnął Han Se-joo za młodu.
  - Son Sang-yeon jako nastoletni Tae-min
- Jo Woo-jin jako Gal Ji-seok, wydawca wydający książki Han Se-joo.
- Cheon Ho-jin jako Beak Do-ha, ojciec Tae-mina, pisarz.
- Yang Jin-sung jako Ma Bang-jin, przyjaciółka Jeon Seol, córka szamanki.
  - Kwan Ji-hye jako mała Bang-jin
- Jeon Soo-kyung jako Wang Bang-wool, szamanka, która wzięła pod swoje skrzydła Jeon Seol.
- Kang Hong-suk jako Won Dae-han, właściciel włoskiej restauracji, podkochuje się w Jeon Seol.
  - Song Joon-hee jako mały Dae-han
- Ji Dae-han jako Won Man-hae
- Jo Kyung-sook jako Hong So-hee, matka Tae-mina.
- Oh Na-ra jako sekretarka Kang, pracuje dla Han Se-joo.
- Lee Kyu-bok jako reporter Song
- Kim Hyun-sook jako starsza stażem znajoma Seol, prowadzi klinikę weterynaryjną.
- Shim Min jako Mi-young
- Kim Sung-hoon jako Lee Jeong-bong
- Park Ji-hoon jako Jeon Doo-hyub
- Kim Ki-soo jako Jo Sang-chul
- Park Seon-im jako Hannah Kim
- Choi Kyo-shik jako ogrodnik

### Cameo
- Yoo Byung-jae jako opiekun jeleni (odcinek 2)
- Choi Deok-moon jako ojciec Jeon Seol (odcinek 3 & 16)
- Choi Song-hyun jako prezenter (odcinek 3)
- Cosmic Girls jako one same (odcinek 3)
- Jeon Mi-seon jako matka Jeon Seol / manager baru Carpe Diem (odcinek 9-11 & 13-16)
- Woo Do-im jako Jo Sang-mi (odcinek 10-15)

## Produkcja
Seria ta została napisana przez Jin Soo-wan, która napisała wcześniej scenariusze do takich seriali jak Moon Embracing the Sun (2012) oraz Kill Me, Heal Me (2015). Reżyserem serialu został Kim Cheol-gyoo.

## Ścieżka dźwiękowa

### OST Part 1
| OST Part 1 | OST Part 1          | OST Part 1 | OST Part 1                              | OST Part 1 |
| Nr         | Tytuł utworu        | Wykonawca  | Muzyka                                  | Długość    |
| ---------- | ------------------- | ---------- | --------------------------------------- | ---------- |
| 1.         | „Satellite” (위성)  | SALTNPAPER | Nam Hye-seung, Park Sang-hee, Jello Ann | 03:53      |
| 2.         | „Satellite” (Inst.) | SALTNPAPER | Nam Hye-seung, Park Sang-hee, Jello Ann | 03:53      |
|            |                     |            |                                         | 7:46       |

### OST Part 2
| OST Part 2 | OST Part 2                             | OST Part 2  | OST Part 2                       | OST Part 2 |
| Nr         | Tytuł utworu                           | Wykonawca   | Muzyka                           | Długość    |
| ---------- | -------------------------------------- | ----------- | -------------------------------- | ---------- |
| 1.         | „Blooming Memories” (아주 오래된 기억) | Baek Ye-rin | Nam Hye-seung, Park Jin-ho, MIYO | 03:59      |
| 2.         | „Blooming Memories” (Inst.)            | Baek Ye-rin | Nam Hye-seung, Park Jin-ho, MIYO | 03:37      |
|            |                                        |             |                                  | 7:36       |

### OST Part 3
| OST Part 3 | OST Part 3                                   | OST Part 3 | OST Part 3        | OST Part 3 |
| Nr         | Tytuł utworu                                 | Wykonawca  | Muzyka            | Długość    |
| ---------- | -------------------------------------------- | ---------- | ----------------- | ---------- |
| 1.         | „Writing Our Stories” (우리의 얘기를 쓰겠소) | SG Wannabe | CuzD, Ricky, Dona | 03:59      |
| 2.         | „Writing Our Stories” (Inst.)                | SG Wannabe | CuzD, Ricky, Dona | 03:37      |
|            |                                              |            |                   | 7:36       |

### OST Part 4
| OST Part 4 | OST Part 4            | OST Part 4 | OST Part 4                                                            | OST Part 4 |
| Nr         | Tytuł utworu          | Wykonawca  | Muzyka                                                                | Długość    |
| ---------- | --------------------- | ---------- | --------------------------------------------------------------------- | ---------- |
| 1.         | „Be My Light”         | Kevin Oh   | Daniel Davidsen, Katrine “Neya” Klith, Peter Wallevik, Singing Beetle | 03:48      |
| 2.         | „Be My Light” (Inst.) | Kevin Oh   | Daniel Davidsen, Katrine “Neya” Klith, Peter Wallevik, Singing Beetle | 03:48      |
|            |                       |            |                                                                       | 7:36       |

### OST Part 5
| OST Part 5 | OST Part 5     | OST Part 5 | OST Part 5                                            | OST Part 5 |
| Nr         | Tytuł utworu   | Wykonawca  | Muzyka                                                | Długość    |
| ---------- | -------------- | ---------- | ----------------------------------------------------- | ---------- |
| 1.         | „Come With Me” | Boni Pueri | Kim Hee-jin, Jo Hye-eum, Nam Hye-seung, Park Sang-hee | 03:58      |
| 2.         | „Time Walk”    | Boni Pueri | Jello Ann, Nam Hye-seung, Park Sang-hee               | 03:30      |
|            |                |            |                                                       | 7:28       |